# Leo Haupts
Leo Haupts (* 15. März 1927 in Aachen; † 19. Oktober 2024) war ein deutscher Historiker.

## Leben
Haupts wurde mit einer Arbeit über Karl Hillebrand als Publizist und Politiker am 29. Juli 1959 an der Universität zu Köln zum Dr. phil. promoviert. Er habilitierte sich 1975/76 mit einer Studie zur Deutschen Friedenspolitik 1918–19 an der Universität zu Köln. Er lehrte dort von 1982 bis 1992 als Professor für Neuere Geschichte und Zeitgeschichte.
Leo Haupts starb am 19. Oktober 2024 im Alter von 97 Jahren, seine Ehefrau, Hannelore Brinkmann-Haupts, zwei Tage später im Alter von 94 Jahren. Die Eheleute wurden auf dem Kölner Melaten-Friedhof beigesetzt.

## Schriften (Auswahl)
- Karl Hillebrand als Publizist und Politiker. Phil. Diss. Köln 1959.
- Deutsche Friedenspolitik 1918–19. Eine Alternative zur Machtpolitik des 1. Weltkrieges. Droste, Düsseldorf 1976, ISBN 3-7700-0437-X.
- Graf Brockdorff-Rantzau. Diplomat und Minister in Kaiserreich und Republik. Göttingen 1984, ISBN 3-7881-0116-4.
- Optionen deutscher Außenpolitik. Vom Kaiserreich zum wiedervereinigten Deutschland. Stuttgart 1994, ISBN 3-12-490420-6.
- Das kaiserliche Deutschland. Wirtschaft, Gesellschaft, politisches System. Stuttgart 1995, ISBN 3-12-490190-8.
- Die Universität zu Köln im Übergang vom Nationalsozialismus zur Bundesrepublik. Köln 2007, ISBN 3-412-17806-3.